# Samad Vurgun
Samad Vurgun (en azerí: Səməd Vurğun) fue un  poeta, dramaturgo, personaje público, académico de Academia Nacional de Ciencias de Azerbaiyán (1945), laureado del Premio Stalin de segundo grado y el miembro del Partido Comunista de la Unión Soviética desde 1940.

## Vida
Samad Vurgun nació el 21 de marzo de 1906, en pueblo Salahly  de Uyezd de Kazaj, actualmente Qazax de Azerbaiyán. Después de graduarse de la escuela Samad ingresó  en  el seminario de los profesores en Qazax con su hermano mayor, Mekhdikhan Vekilov. Samad enseñó la literatura en las escuelas de aldeas en Qazax, Ganyá y Quba. Estudió en la Universidad Estatal de Moscú  durante 2 años (1929–1930) y luego continuó su educación en el Instituto Pedagógico de Azerbaiyán.
En 1945 el poeta fue elegido el miembro de pleno de la Academia de Ciencias de Azerbaiyán SSR. En 1953 Samad Vurgun fue asignado el vicepresidente de la Academia de Ciencias de Azerbaiyán SSR. En 1945 fue elegido el diputado del Sóviet Supremo de la Unión Soviética (1946–1956).
Samad Vurgun murió el 27 de mayo de 1956 y fue enterrado en Bakú, en el Callejón de Honor.

## Creatividad
Su primera obra – el poema “La llamada a la juventud” fue publicada en 1925, en el periódico “Yeni Fikir” (Nuevo Opinión) en Tiflis. El talento poético de Samad Vurgun se mostró en los años 1930-1940. Su colección poética de los poemas “Konul Defteri” (“El libro de la alma”) y el libro “Sheirler” (“Poemas”)  publicaron en 1934. Durante estos años literatura y dramaturgia prosperó y el poeta creó las obras nuevas. Había un progreso significativo en sus trabajos en 1935. Su poema “Azerbaiyán” es una de las  perlas de la literatura de Azerbaiyán.
Sus trabajos cubren no sólo la historia antigua de Azerbaiyán y las bellezas naturales  pero también la hospitalidad de los azerbaiyanos. Más de 60 poemas, incluyendo “Bakının dastanı” (“Leyenda de Bakú”) fue escrito durante la guerra.  El poema de Samad Vurgun,  “Ananın öyüdü” (“Despedida de madre”) recibió las marcas más altas en el concurso del mejor poema antigueraa  en Estados Unidos en 1943. 

### Poemas
- En 1932 – “Komsomol”

- En 1933 – “Muradkhan”

- En 1933 – “Khumar”

- En 1933 – “Lokbatan”

- En 1935 – “Las memorias amargas”

- En 1935 – “26”

- En 1935 – “El amor muerto”

- En 1936 – “Basti”

- En 1949 – “Mugan”

- En 1951 – “Aygun” etc.

### Dramas
- En 1937 - “Vagif”. En esta obra de teatro Samad Vurgun describió el destino trágico de Molla Panah Vagif.

- En 1939 - “Khanlar”. Se dedicó a la vida del revolucionario de Khanlar Safaraliyev.

- En 1941 - “Farhad y Shirin”. El drama poético se basó en los motivos del poema Nezamí Ganyaví -  Cosroes y Shirin.

- En 1945 - “Humano”.

### Traducciones
- En 1936 – “Eugenio Oneguin” (Aleksandr Pushkin);

- En 1936 – “El caballero en la piel de tigre” (Shota Rustaveli);

- En 1939 – “Layla y Majnún” (Nezamí Ganyaví);

- Samad Vurgun también tradujo muchos poemas de Tarás Shevchenko, Máximo Gorki, Iliá Chavchavadze y Jambyl Jabayev.

## Premios
- Premio Stalin (1941) – por el drama “Vagif”

- Premio Stalin (1942) –por el drama “Farhad y Shirin”

- Orden de Lenin (dos veces)

- Orden de la Bandera Roja del Trabajo (1967)

- Orden de la Insignia de Honor (1939)